# Дудорово (Калузька область)
Дудорово (рос. Дудорово) — присілок в Ульяновському районі Калузької області Російської Федерації.
Населення становить 10 осіб. Входить до складу муніципального утворення Село Ульяново.

## Історія
Від 2004 року входить до складу муніципального утворення Село Ульяново

## Населення
| 2002 | 2010 |
| ---- | ---- |
| 11   | ↘10  |